# The Ultimate Otis Redding
The Ultimate Otis Redding è una raccolta di Otis Redding, pubblicato dalla Warner Special Products nel 1986.

## Tracce
1. Respect – 2:07
2. (Sittin' on) The Dock of the Bay – 2:43
3. These Arms of Mine – 2:32
4. Pain in My Heart – 3:07
5. Come to Me – 2:43
6. Security – 2:32
7. That's How Strong My Love Is – 2:27
8. Mr. Pitiful – 2:26
9. I've Been Loving You Too Long (To Stop Now) – 3:12
10. (I Can't Get No) Satisfaction – 2:45
11. Fa-Fa-Fa-Fa-Fa (Sad Song) – 3:39
12. Try a Little Tenderness – 3:48
13. Chained and Bound – 2:25
14. Shake – 2:39
15. Ole Man Trouble – 2:35
16. Let Me Come on Home – 2:53
17. Open the Door – 2:21
18. That's What My Heart Needs – 2:38
19. Tramp – 3:01
20. I Can't Turn You Loose – 2:36